# Episodi di Zorro (serie animata)
Di seguito vengono elencati tutti gli episodi della serie anime Zorro, coproduzione giapponese-italiana-svizzera andata in onda in Italia nel 1994 e in Giappone nel 1996-97.

## Lista degli episodi
| Nº | Titolo italiano Giapponese 「Kanji」 - Rōmaji - Traduzione letterale                                                                          | In onda           | In onda        |
| Nº | Titolo italiano Giapponese 「Kanji」 - Rōmaji - Traduzione letterale                                                                          | Giapponese        | Italiano       |
| 1  | Forza e gentilezza 「正義のサインは“Z”」 - Seigi no sain wa "Z" – "Il segno della giustizia è "Z""                                            | 5 aprile 1996     | 13 giugno 1994 |
| 2  | Zorro smascherato 「リトル・ゾロ登場」 - Ritoru Zoro tōjō – "La comparsa di Little Zorro"                                                     | 19 aprile 1996    |                |
| 3  | Il pretendente 「ガブリエルの陰謀」 - Gaburieru no inbō – "La cospirazione di Gabriel"                                                        | 26 aprile 1996    |                |
| 4  | Il traditore 「友よ、目をさませ！」 - Tomo yo, me o samase! – "Amico, svegliati!"                                                             | 10 maggio 1996    |                |
| 5  | Legami di sangue 「かくされた父の秘密」 - Kakusareta chichi no himitsu – "Il segreto del padre scomparso"                                     | 17 maggio 1996    |                |
| 6  | Il gioiello rosso 「赤い宝石の罠」 - Akai hōseki no wana – "La trappola del gioiello rosso"                                                   | 24 maggio 1996    |                |
| 7  | Di Zorro ce n'è uno... 「ねらわれた遺産」 - Nerawareta isan – "L'eredità sotto attacco"                                                       | 31 maggio 1996    |                |
| 8  | Una chitarra che uccide 「殺しのフラメンコ・ギター」 - Koroshi no furamenko gita – "La chitarra da flamenco dell'omicidio"                    | 7 giugno 1996     |                |
| 9  | Il sogno impossibile 「海賊の宝をさがせ」 - Kaizoku no takara o sagase – "Cerca il tesoro dei pirati!"                                        | 14 giugno 1996    |                |
| 10 | Lo zaffiro 「幽霊になったディエゴ」 - Yūrei ninatta Diego – "Diego è diventato un fantasma"                                                   | 21 giugno 1996    |                |
| 11 | Il fantasma della montagna 「リトル・ゾロの大冒険」 - Ritoru Zoro no daibōken – "La grande avventura di Little Zorro"                         | 28 giugno 1996    |                |
| 12 | Il cagnolino abbandonato 「迷犬フィガロの初手柄」 - Meiken Figaro no shotegara – "La misteriosa impresa del cane randagio Figaro"             | 5 luglio 1996     |                |
| 13 | Dimostrazione di coraggio 「大活躍！リトル騎士」 - Daikatsuyaku! Ritoru kishi – "Grande attività! Il piccolo cavaliere"                       | 12 luglio 1996    |                |
| 14 | L'assalto alla diligenza 「危険な駅馬車」 - Kiken na ekibasha – "La diligenza in pericolo"                                                    | 19 luglio 1996    |                |
| 15 | Il bacio di Lolita 「ロリタのキスは誰のもの？」 - Rorita no kisu wa dare no mono? – "Di chi è il bacio di Lolita?"                            | 26 luglio 1996    |                |
| 16 | Una spada dal Giappone 「ジパングの宝刀」 - Jipangu no hōtō – "La spada custodita di Cipango"                                                 | 2 agosto 1996     |                |
| 17 | Zorro è in trappola 「追いつめられたゾロ」 - Oitsumerareta Zoro – "Zorro è stato raggiunto"                                                   | 9 agosto 1996     |                |
| 18 | Zorro abile detective 「名探偵ディエゴ」 - Meitantei Diego – "Diego abile detective"                                                          | 16 agosto 1996    |                |
| 19 | La casa dei tranelli 「恐怖のカラクリ館」 - Kyōfu no karakuri kan – "La paurosa casa dei meccanismi"                                          | 23 agosto 1996    |                |
| 20 | Il bambino che odiava Zorro 「ゾロに復讐する少年」 - Zoro ni fukushū suru shōnen – "Il ragazzo che si vendica di Zorro"                       | 30 agosto 1996    |                |
| 21 | Volate, ali di sogno 「飛べ！夢の翼」 - Tobe! Yume no tsubasa – "Volate! Ali di sogno"                                                        | 6 settembre 1996  |                |
| 22 | Garcia, il ladro 「オレは泥棒じゃない！」 - Ore ha dorobō janai! – "Io non sono un ladro!"                                                    | 13 settembre 1996 |                |
| 23 | La fidanzata spagnola 「スペインからきた花嫁」 - Supein kara kita hanayome – "La sposa venuta dalla Spagna"                                   | 20 settembre 1996 |                |
| 24 | Il nemico dei cittadini 「民衆の敵レイモン！」 - Minshū no teki reimon! – "Raymond il nemico del popolo!"                                     | 27 settembre 1996 |                |
| 25 | Il clown triste 「ピエロの涙」 - Piero no namida – "Le lacrime del clown"                                                                     | 4 ottobre 1996    |                |
| 26 | Pepita la bugiarda 「嘘つき少女ペピータ」 - Usotsuki shōjo pepita – "Pepita la ragazza bugiarda"                                              | 11 ottobre 1996   |                |
| 27 | Una mamma per Bernardo 「おてんば奥様とリトル・ゾロ」 - Otenba okusama to Ritoru Zoro – "La signora maschiaccio e Little Zorro"               | 18 ottobre 1996   |                |
| 28 | Antiche rovine 「呪われた遺跡」 - Norowareta iseki – "Le rovine maledette"                                                                    | 25 ottobre 1996   |                |
| 29 | Il falsario 「モナリザは泣いている」 - Mona Riza wa naite iru – "Monna Lisa sta piangendo"                                                    | 15 novembre 1996  |                |
| 30 | Il sergente innamorato 「初恋しました！ゴンザレス」 - Hatsukoi shimashita! Gonzaresu – "Si è innamorato per la prima volta! Gonzales"         | 22 novembre 1996  |                |
| 31 | Uno sporco complotto 「南インド貿易の悪だくみ」 - Minami indo bōeki no aku dakumi – "Il diabolico piano del commercio con l'India del Sud"    | 6 dicembre 1996   |                |
| 32 | Il nuovo ospedale 「酔いどれ医者のメス」 - Yoi dore isha no mesu – "Il bisturi del medico ubriaco"                                            | 13 dicembre 1996  |                |
| 33 | Un corteggiatore pericoloso 「とんだ貴公子」 - Tonda kikōshi – "Il terribile giovane nobile"                                                  | 20 dicembre 1996  |                |
| 34 | Un vecchio amico di scuola 「ゾロ暗殺指令」 - Zoro ansatsu shirei – "L'ordine di uccidere Zorro"                                              | 27 dicembre 1996  |                |
| 35 | Il nuovo amore di Garcia 「こりずに恋したゴンザレス」 - Korizuni koishita Gonzaresu – "Gonzales si è innamorato di nuovo"                     | 10 gennaio 1997   |                |
| 36 | Chi è il vero Zorro? 「ついにバレた！ゾロの正体!?」 - Tsuini bare ta! Zoro no shōtai!? – "Alla fine è trapelata! La vera identità di Zorro?!" | 17 gennaio 1997   |                |
| 37 | Eroi come Zorro 「ディエゴがグレた!?」 - Diego ga gureta!? – "Diego ha perso la retta via?!"                                                  | 24 gennaio 1997   |                |
| 38 | Il sottomarino maledetto 「謎の発明オバサン登場！」 - Nazo no hatsumei obasan tōjō! – "L'apparizione della misteriosa signora inventrice!"    | 31 gennaio 1997   |                |
| 39 | Duello sotto la pioggia 「嵐の中の戦い」 - Arashi no naka no tatakai – "La battaglia nella tempesta"                                          | 7 febbraio 1997   |                |
| 40 | Zorro in gonnella 「偽ゾロは女剣士」 - Nise Zoro wa onna kenshi – "Il falso Zorro è una donna spadaccina"                                     | 14 febbraio 1997  |                |
| 41 | La guerra dei profumi 「ロリタよ銃を取れ！」 - Rorita yo jū wo tore! – "Lolita, prendi la pistola!"                                           | 21 febbraio 1997  |                |
| 42 | La magia dei ninja 「ニンジャ・マジックの罠」 - Ninja majikku no wana – "La trappola della magia ninja"                                       | 28 febbraio 1997  |                |
| 43 | La bella e il mostro 「怪物があらわれた!?」 - Kaibutsu gaarawareta!? – "È apparso il mostro?!"                                                | non trasmesso     |                |
| 44 | La ribellione 「ガブリエルの謀反」 - Gaburieru no muhon – "La ribellione di Gabriel"                                                          | non trasmesso     |                |
| 45 | Il bosco sacro 「神の森の伝説」 - Kami no mori no densetsu – "La leggenda del bosco divino"                                                   | non trasmesso     |                |
| 46 | Ipnosi 「ゾロの首飛んだ！」 - Zoro no kubi tonda! – "Il collo di Zorro è saltato via!"                                                        | non trasmesso     |                |
| 47 | Il rapimento 「総督誘拐大作戦」 - Sōtoku yūkai daisakusen – "Operazione rapimento del Governatore Generale"                                   | 7 marzo 1997      |                |
| 48 | Un ufficiale onesto 「正義の軍人ブラシド」 - Seigi no gunjin Burashido – "Il soldato onesto Blacido"                                          | non trasmesso     |                |
| 49 | Addio alle armi 「さらば軍よ」 - Saraba gun yo – "Addio, esercito"                                                                            | non trasmesso     |                |
| 50 | I cannoni maledetti 「悪魔の大砲を壊せ！」 - Akuma no taihō wo kowase! – "Rompi i diabolici cannoni!"                                         | 14 marzo 1997     |                |
| 51 | Grossi guai per Raymond 「レイモン・崩壊への序曲」 - Reimon - Hōkai heno jokyoku – "Raymond - Preludio per il collasso"                       | 21 marzo 1997     |                |
| 52 | Giustizia è fatta 「正義の剣は永遠に」 - Seigi no tsurugi wa eien ni – "La spada della giustizia è per sempre"                                | 28 marzo 1997     |                |